# Irinympha aglaograpta
Irinympha aglaograpta är en fjärilsart som beskrevs av Edward Meyrick 1932. Irinympha aglaograpta ingår i släktet Irinympha och familjen gnuggmalar. Inga underarter finns listade i Catalogue of Life.